# Ali El-Kaf
Ali Mohammed El-Kaf El-Sayed (arabisch علي محمد الكف السيد; * 10. April 1908 in Beni Suef; † 1979) war ein ägyptischer Fußballspieler. Er nahm an der Fußball-Weltmeisterschaft 1934 und an den Olympischen Spielen 1936 teil.

## Karriere
El-Kaf spielte für die in Gizeh ansässigen Klubs Tersana SC und Zamalek SC. Mit Tersana gewann er 1930 den Sultan Hussein Cup, einen regionalen Pokalwettbewerb. Nach seinem Wechsel zu Zamalek gewann er mit diesem Klub je zweimal den ägyptischen Pokal und die Cairo League, einen Vorläufer der Egyptian Premier League.
Anlässlich der Fußball-Weltmeisterschaft 1934 in Italien wurde er in den ägyptischen Kader berufen. El-Kaf kam im  Achtelfinalspiel gegen Ungarn zum Einsatz. Ägypten verlor das Spiel mit 2:4 und schied aus dem Turnier aus.
Zwei Jahre später nahm El-Kaf am Fußballturnier der Olympischen Spiele 1936 in Berlin teil und schied mit seiner Mannschaft durch eine 1:3-Niederlage im Achtelfinale gegen den späteren Silbermedaillengewinner Österreich aus dem Turnier aus.